# Atletismo nos Jogos Pan-Americanos de 1959 - 80 m com barreiras feminino
A prova dos 80 m com barreiras feminino nos Jogos Pan-Americanos de 1959 foi realizada em Chicago, Estados Unidos.

## Medalhistas
| Ouro                 | Prata                       | Bronze                   |
| Bertha Díaz CUB Cuba | Wanda dos Santos BRA Brasil | Marion Monroe CAN Canadá |

## Resultados
| Posição           | Nome             | Nacionalidade | Tempo | Notas |
| ----------------- | ---------------- | ------------- | ----- | ----- |
| Medalha de ouro   | Bertha Díaz      | CUB Cuba      | 11.2  |       |
| Medalha de prata  | Wanda dos Santos | BRA Brasil    | 11.5  |       |
| Medalha de bronze | Marion Monroe    | CAN Canadá    | 11.5  |       |